# 蕭乙薛
蕭乙薛（しょう おつせつ、? - 1124年）は、遼（契丹）の政治家・軍人。字は特免。

## 経歴
国舅少父房の末裔。寿昌年間、顕官を歴任した。天慶初年、知国舅詳穏事をつとめ、殿前副点検に転じた。金の阿骨打が起兵して遼に反抗すると、乙薛は行軍副都統として金軍の討伐にあたったが、敗戦して罷免された。天慶6年（1116年）、武定軍節度使として出向し、西京留守に転じた。天慶7年（1117年）、淶水県の董龐児が反乱を起こすと、乙薛は易水の西で戦い、反乱軍を撃破した。功績より北府宰相となり、左僕射を加えられ、東北路都統を兼ねた。天慶10年（1120年）、上京留守・知塩鉄内省両司・東北路統軍司事となった。
保大2年（1122年）、金軍が大挙して進攻してくると、乙薛の軍は壊滅し、西南面招討使に左遷された。部民の流散により、赴任しなかった。天祚帝が西遷するにおよんで、殿前都点検に任じられた。金軍の通過した後の諸営の敗残兵を上京臨潢府に再集結させ、上京留守として余喘を保った。
保大3年（1123年）、盧彦倫が上京で反乱を起こすと、乙薛は数カ月にわたって捕らえられたが、釈放された。保大4年（1124年）1月、知北院枢密使事となった。7月、耶律大石のために殺された。

## 伝記資料
- 『遼史』巻101 列伝第31